# Xochicalco
Xochicalco (phát âm tiếng Nahuatl: [ʃot͡ʃiˈkaɬko] ⓘ) là một địa điểm khảo cổ học thời kỳ tiền Colombo nằm ở Miacatlan, phía tây của tiểu bang Morelos, México. Tên của nó trong tiếng Nahuatl có nghĩa là "Trong nhà Hoa". Địa điểm khảo cổ này nằm về phía tây nam của Cuernavaca khoảng 38 km, cách thành phố México 76 dặm. Sự phát triển của Xochicalco đến sau khi Teotihuacan sụp đổ, khiến nhiều người suy đoán Xochicalco có thể đã đóng góp một phần trong việc đế chế Teotihuacan sụp đổ.
Cấu trúc và biểu tượng tại Xochicalco tương đồng với Teotihuacan của nền văn minh Maya và Thung lũng Toluca của nền văn minh Matlatzinca. Ngày nay, dân cư tại ngôi làng Cuentepec gần đó vẫn còn sử dụng ngôn ngữ Nahuatl.
Trung tâm nghi lễ chính nằm trên đỉnh của một đồi nhân tạo, vphần còn lại của các công trình nhà ở nằm trên các bậc thang bên sườn núi. Khu vực này lần đầu được chiếm đóng vào khoảng năm 200 TCN nhưng không phát triển mạnh mẽ cho đến những năm 700 - 900, khi gần như tất cả các kiến trúc tại đây được xây dựng vào thời gian đó. Thời kỳ đỉnh cao của sự phát triển, Xochicalco là nơi sinh sống của 20.000 người.